# Līvāni
Līvāni – miasto na Łotwie, siedziba novadsu Līvāni, około 170 km na południowy wschód od Rygi, nad Dźwiną; 9492 mieszkańców (2005). Līvāni otrzymało prawa miejskie w 1926.
Znajduje się tu prawosławna cerkiew Włodzimierskiej Ikony Matki Bożej oraz stacja kolejowa Līvāni, położona na linii Ryga - Dyneburg.